# Ágnes Preszler
Agnes Preszler (Budapest, 28 luglio 1961) è una traduttrice e pittrice ungherese.

## Biografia
Agnes Preszler è stata la prima traduttrice a portare nel 2008 l'opera di Pier Paolo Pasolini, Amado mio, in lingua ungherese per l'Editore Kalligram, con sede a Bratislava e a Budapest. Dal 2006 al 2010 è stata la corrispondente da Veroli per il quotidiano Ciociaria Oggi, occupandosi, soprattutto, di teatro, pittura e del Festival Lirico di Casamari.
Pittrice specializzata nella ritrattistica, ha realizzato il primo dipinto murale della Via Francigena in località Strangolagalli (provincia di Frosinone), punto ristoro 113.
Numerosi i ritratti di personaggi originari dell'attuale Lazio meridionale da lei dipinti, con particolare attenzione al mondo del cinema (Marcello Mastroianni, Vittorio De Sica, Nino Manfredi, ecc.), della musica (Ennio Morricone, Daniele Paris, ecc.), delle arti visive (Cavalier d'Arpino, Umberto Mastroianni, Tommaso Gismondi, Federico Gismondi, ecc.), della storia (Caio Mario, Cicerone, ecc.).
La sua collezione "La Ciociaria nell'arte dei maestri" contiene più di trenta copie di quadri realizzati dai maestri dell'800 (Bouguereau, Sargent, Hugues Merle, Corot, ecc.) raffiguranti modelli o modelle dette "ciociare" è attualmente la più grande di questo genere.